# Kunio Katō
Kunio Katō (Kagoshima, 24 de abril de 1977) é um animador japonês. Como reconhecimento, foi nomeado ao Oscar 2009 na categoria de Melhor Curta-metragem de Animação por La Maison en Petits Cubes.